# Chalcosyrphus metallica
Chalcosyrphus metallica là một loài ruồi trong họ Ruồi giả ong (Syrphidae). Loài này được Wiedemann mô tả khoa học đầu tiên năm 1830. Chalcosyrphus metallica phân bố ở miền Tân bắc